# Emanuel Ringelblum
Emanuel Ringelblum (hebreu: עמנואל רינגלבלום‎,  21 de novembre de 1900 - 10 de març (molt probablement) de 1944) va ser un historiador, polític i treballador social jueu polonès, conegut per les seves Notes del gueto de Varsòvia, Notes sobre els refugiats a Zbąszyn que relaten la deportació de jueus de la ciutat de Zbąszyń, i l'anomenat Arxiu Ringelblum del gueto de Varsòvia.

## Abans de la guerra
Va néixer a Bútxatx, una ciutat de l'est de Galítsia, aleshores a l'Imperi Austrohongarès, ara a Ucraïna. A causa de la forta presència de la cultura ídix a la seva ciutat natal, Ringelblum va desenvolupar una forta devoció per aquesta llengua, així com per les seves creences polítiques. El 1914, Ringelblum es va traslladar a Nowy Sącz i després es va traslladar a Varsòvia el 1920. Ringelblum s va graduar a la Universitat de Varsòvia, on va completar la seva tesi doctoral el 1927 sobre la història dels jueus de Varsòvia durant l'Edat Mitjana. Posteriorment, va ensenyar història a les escoles jueves i es va convertir en membre d'un moviment polític conegut com a "Poalé Tsiyyon d'Esquerra". Era conegut com a historiador i especialista en el camp de la història dels jueus polonesos des de finals de l'Edat Mitjana fins al segle XVIII.
Ringelblum va treballar per a diverses organitzacions socials abans de l'inici de la Segona Guerra Mundial. En particular, va ajudar els jueus polonesos expulsats d'Alemanya el 1938 i el 1939.

## Activitats prèvies a la guerra
Abans de la Segona Guerra Mundial, Ringelblum va participar en moltes organitzacions que van contribuir a donar forma a la seva passió per la història jueva, així com a la seva activitat durant la guerra. Ringelblum va ser membre de Po'ale Tsiyon (Treballadors de Sió), cosa que va despertar la seva devoció tant per la llengua ídix com per la història del judaisme i el seu poble. Quan el partit es va dividir el 1920, es va alinear amb la meitat esquerra de l'organització (LPZ), en la qual va tenir un paper important en el treball cultural. El 1923, Ringelblum es va convertir en un dels pares fundadors del Cercle de Joves Historiadors. Amb l'ajuda del cofundador Raphael Mahler, Ringelblum va aconseguir reunir més de 40 estudiants d'història jueva, així com una generació d'historiadors jueus que van treballar per servir al seu poble. El grup va ser àmpliament reconegut per la seva publicació de dues revistes i el seu treball per defensar el dret a viure a Polònia. Es va unir a YIVO el 1925 com a resultat de la seva ferma creença en "pel poble per al poble", i va treballar a la secció històrica de l'organització. Va treballar com a editor del grup i, el 1939, Ringelblum tenia 126 articles acadèmics publicats amb el seu nom. Ringelblum també va ser un membre actiu del moviment Landkentenish, en el qual va emfatitzar la necessitat de preservar el vincle jueu amb l'Europa de l'Est. El 1932, Ringelblum va començar a treballar per a l'American Jewish Joint Distribution Committee (JDC), on va aprendre com l'autoajuda podia proporcionar assistència moral i econòmica als jueus de Polònia que s'enfrontaven a la discriminació com a resultat dels pogroms. A causa del seu èxit, l'organització el va enviar a ajudar els refugiats polonesos el 1938. Després del seu treball amb el JDC, Ringelblum va servir com a líder d'Aleynhilf, que més tard es va convertir en una organització d'ajuda clau al gueto de Varsòvia treballant contra el Judenrat de Varsòvia i la policia jueva. El grup va proporcionar oportunitats de treball a l'elit jueva, i això va servir com a base per a Oyneg Shabes. També va fundar una organització cultural ídix titulada Yidishe Kultur Organizatsiye.

## Segona Guerra Mundial

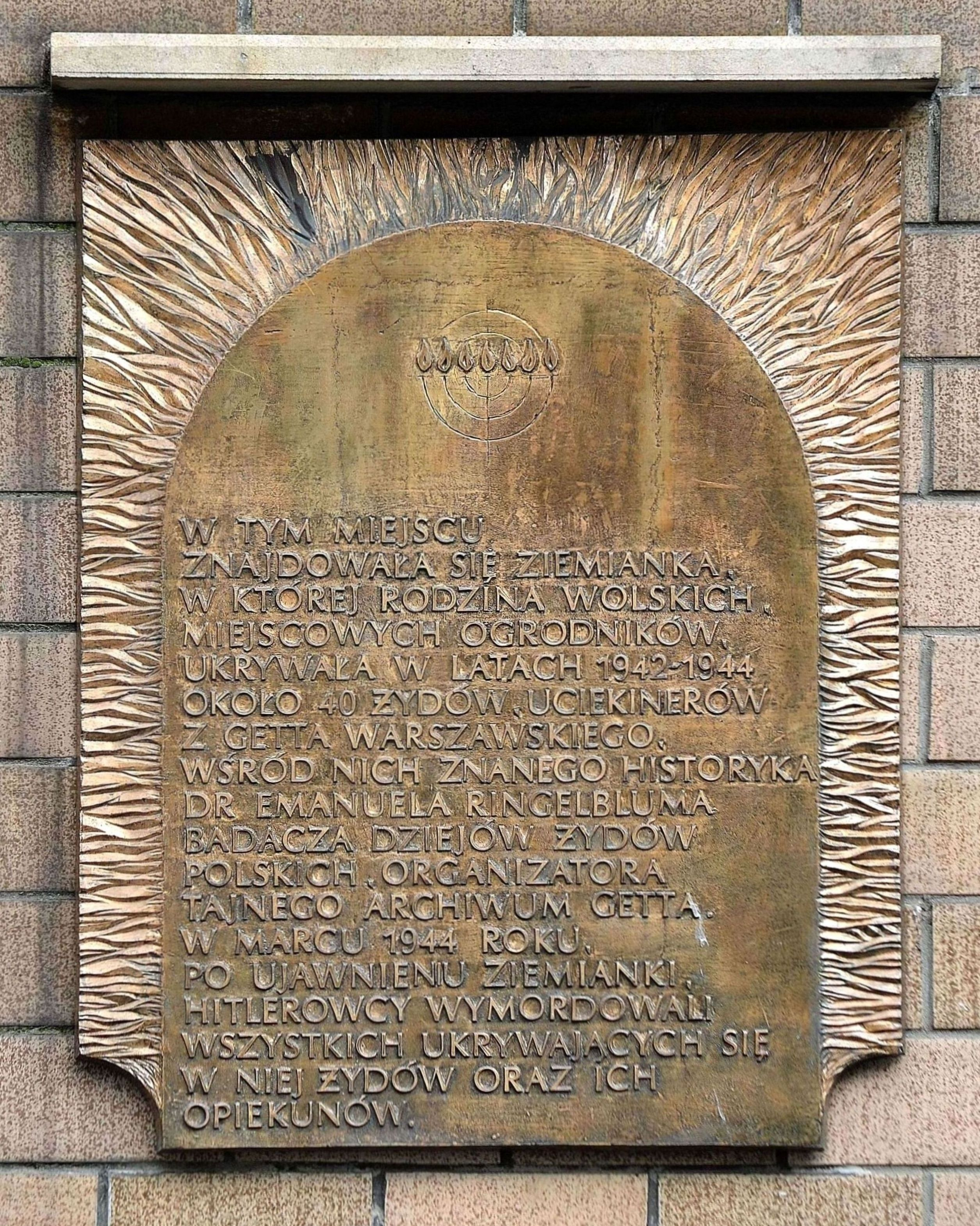
Placa en memòria d'uns 40 jueus, entre ells Emanuel Ringelblum, i la família Wolski, al número 77 del carrer Grójecka de Varsòvia

Durant la guerra, Ringelblum i la seva família van ser reassentats al Gueto de Varsòvia. Allà va dirigir una operació secreta amb el nom en clau Oyneg Shabbos (ídix per a "delícia del sàbat"). Les activitats del grup es van mantenir tan secretes que ni tan sols els habitants del gueto eren conscients de l'operació. Passava els dies recopilant informació i escrivia notes a la nit. Juntament amb nombrosos altres escriptors, científics i gent corrent jueus, Ringelblum va recopilar diaris, documents, va encarregar papers i va preservar els cartells i decrets que comprenien la memòria de la comunitat condemnada. Entre els aproximadament 25.000 fulls conservats també hi ha descripcions detallades de la destrucció de guetos en altres parts de la Polònia ocupada, el camp d'extermini de Treblinka, el camp d'extermini de Chełmno i diversos informes fets per científics que investigaven els efectes de la fam als guetos. L'operació va utilitzar la Żydowska Samopomoc Społeczna en (polonès Ajuda Social Jueva), una organització tolerada pel Partit Nazi, com a tapadora per a les seves activitats. L'oficina d'aquest servei social és ara el lloc d'emmagatzematge dels arxius.
També va ser un dels membres més actius de la Żydowska Samopomoc Społeczna, una organització creada per ajudar la gent famèlica del Gueto de Varsòvia. La vigília de la destrucció del gueto a la primavera de 1943, quan tot semblava perdut, l'arxiu va ser col·locat en tres bidons de llet i caixes metàl·liques. Algunes parts van ser enterrades als soterranis dels edificis de Varsòvia.
Poc abans de l'aixecament del Gueto de Varsòvia, Ringelblum i la seva família van escapar del Gueto i van trobar refugi al costat polonès de Varsòvia. Tanmateix, el 7 de març de 1944 el seu amagatall (adreça d'abans de la guerra, carrer Grójecka, 81) va ser descobert per la Gestapo després que un col·laborador polonès els traís. Poc després, Ringelblum i la seva família van ser executats, juntament amb els rescatadors polonesos Mieczysław Wolski i Janusz Wysocki, a la presó de Pawiak.

## Arxius Ringelblum

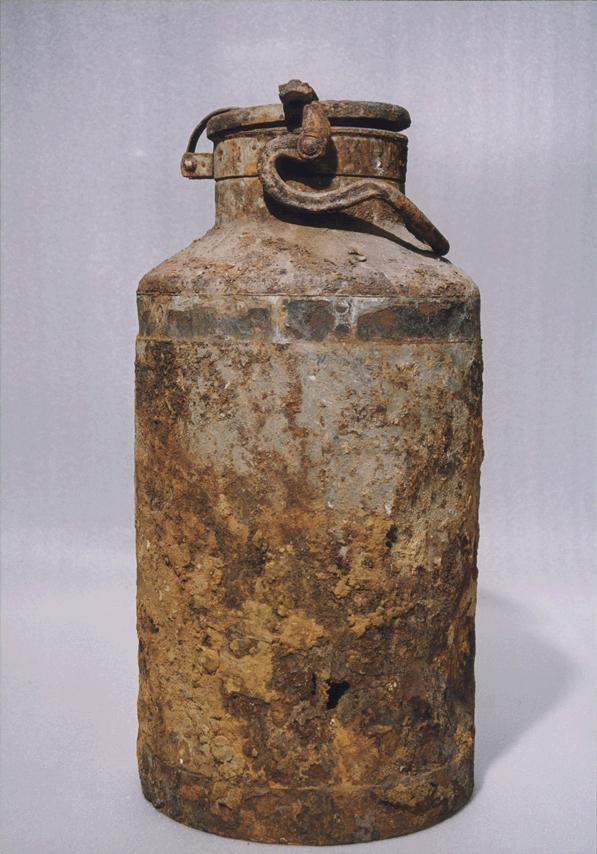
Una de les llaunes de llet utilitzades per amagar documents. De l'Arxiu "Oyneg Shabbos" de Ringelblum

El destí dels arxius de Ringelblum només es coneix parcialment. El setembre de 1946, es van trobar deu caixes de llauna cobertes d'argila a les ruïnes de Varsòvia. Tot i que van ser danyades per l'aigua, els conservadors van poder rescatar el contingut de les caixes. El desembre de 1950, es van trobar dues llaunes de llet més al soterrani d'una casa en ruïnes al número 68 del carrer Nowolipki. El segon arxiu no sols es va trobar en molt millor estat que el primer, sinó que també contenia una varietat més gran d'artefactes. Entre ells hi havia còpies de diversos diaris clandestins, una narració de deportacions del Gueto de Varsòvia i avisos públics del Judenrat (el consell de líders jueus), però també documents de la vida quotidiana, invitacions a concerts, cupons de llet i embolcalls de xocolata. El tresor arxivístic proporciona informació sobre la vida quotidiana, les lluites i els sofriments dels jueus polonesos que vivien en una zona crucial durant l'Holocaust.
Malgrat repetides cerques, la resta de l'arxiu, inclòs el tercer pot de llet, encara no s'ha trobat. Es rumoreja que es troba sota el que ara és l'ambaixada xinesa a Varsòvia.
L'Institut Històric Jueu de Varsòvia porta el seu nom.

## Obres
- Teksty źródłowe do nauki historii Żydów w Polsce i we wschodniej Europie (1930)
- Żydzi w Warszawie od czasów najdawniejszych do ostatniego wygnania w r. 1527 (1932)
- Projekty i próby przewarstwowienia Żydów w epoce stanisławowskiej (1934)
- Szkice do dziejów żydowskiej książki i drukarstwa w drugiej połowie XVIII wieku (1936)
- Żydzi w powstaniu kościuszkowskim (1937)
- Prawno-polityczne stanowisko Żydów warszawskich w wieku XVIII (1937)
- קאַפּיטלען געשיכטע פֿון אַמאָליקן ייִדישן לעבן אין פּוילן (Kapitlen geszichte fun amolikn jidiszn lebn in Pojln, 1953)
- Kronika getta warszawskiego (1983)
- Stosunki polsko-żydowskie w czasie drugiej wojny światowej (1988)